# Pier Giorgio Perotto

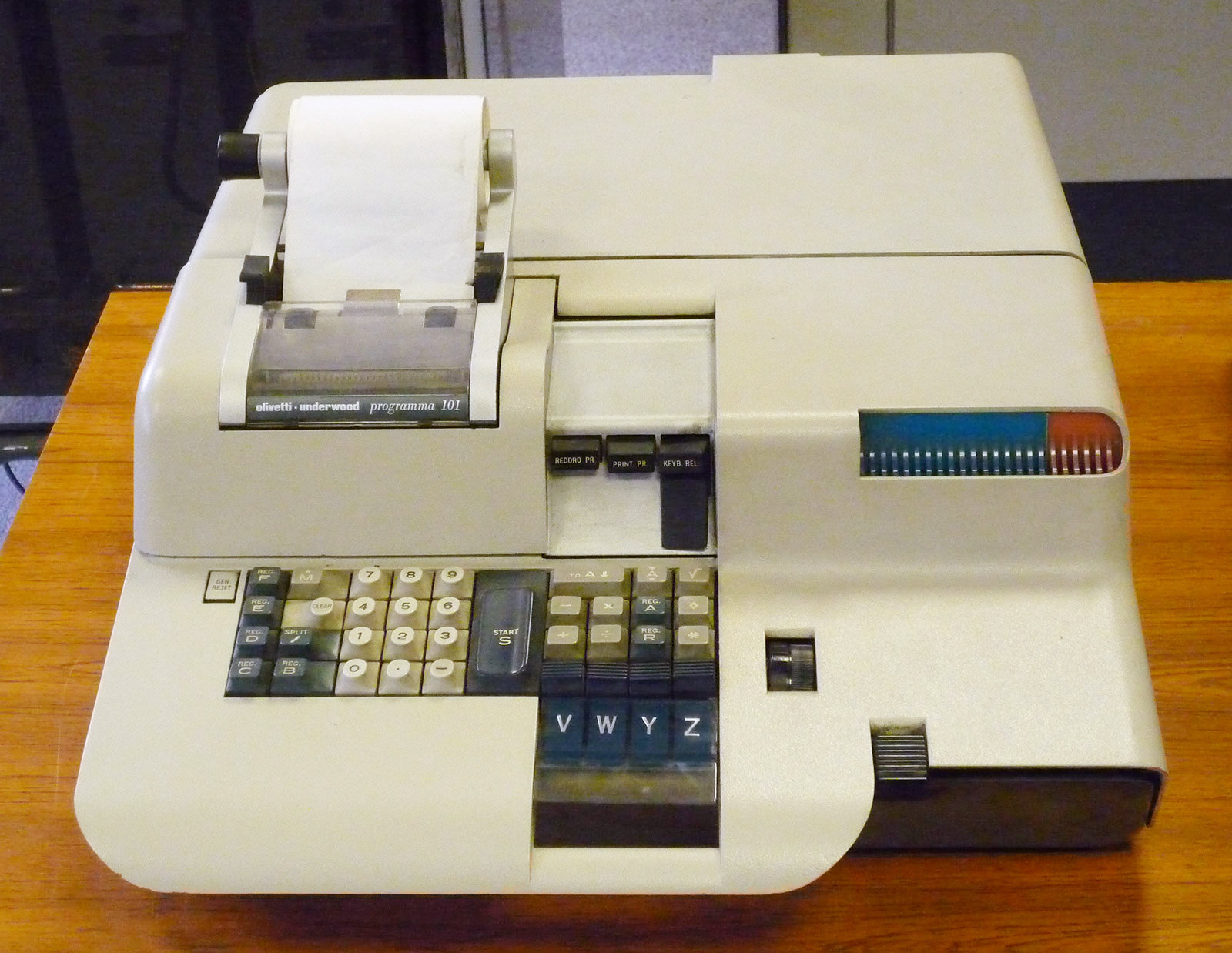
Vista frontal de Programma 101, expuesta en el Museo Nacional de la Informática, Bletchley Park Inglaterra

Pier Giorgio Perotto fue un ingeniero eléctrico informático, e inventor italiano ( Turín, Italia, 24 de diciembre de 1930 - Génova, 23 de enero de 2002). Es conocido por ser el diseñador del primer ordenador personal, la Programma 101. Por su invenciòn Perotto recibido el Premio Leonardo

## Algunas publicaciones
- ”Manager 2000”, Sperling & Kupfer Editori, 1987

- ”Il darwinismo manageriale”, Edizioni Il Sole 24 ORE, 1988

- ”L'origine del futuro”, Franco Angeli, 1990

- ”Il paradosso dell'economia”, FrancoAngeli, 1993

- ”Cambiare pelle per salvare la pelle”, FrancoAngeli, 1994

- ”Programma 101. L'invenzione del personal computer: una storia appassionante mai raccontata”, Sperling & Kupfer Editori, 1995

- Come fare carriera nelle aziende dell'era digitale. Manuale scandaloso di management, Franco Angeli, 2001